# Nebojša Bradić
Pour les articles homonymes, voir Bradić.
Nebojša Bradić (en serbe cyrillique : Небојша Брадић ; né le 3 août 1956 à Trstenik) est un homme de théâtre et un homme politique serbe. Il est membre du parti G17 Plus. Du 7 juillet 2008 au 14 mars 2011, il est ministre de la Culture dans le premier gouvernement présidé par Mirko Cvetković.

## Biographie
Nebojša Bradić grandit dans le monde du théâtre : son père, Momir Bradić, est un acteur et il est directeur du Théâtre de Kruševac. Nebojša Bradić suit les cours de la Faculté des arts dramatiques de l'université des arts de Belgrade, notamment dans la classe de Borjana Prodanović ; il y obtient son diplôme avec une mise en scène de Une maison de poupée d'Henrik Ibsen. Il suit ensuite les cours de la Faculté de philosophie de l'université de Belgrade. Ses études l'amènent notamment au Royaume-Uni et en Russie. 
De 1981 à 1996, Nebojša Bradić travaille comme metteur en scène, directeur artistique et directeur du Théâtre de Kruševac puis, en 1996, il s'installe à Belgrade, où, pendant neuf mois, il dirige l'Atelje 212. De 1997 à 1999, il dirige le Théâtre national de Belgrade et, en 2000, il est directeur du Théâtre dramatique de Belgrade,.
Nebojša Bradić met en scène environ 70 spectacles, notamment des pièces empruntées aux théâtres grec, serbe et bosniaque, avec une prédilection pour les œuvres serbes contemporaines ; il met également en scène des opéras et des comédies musicales. Il est le créateur du Festival de danse de Belgrade et donne des cours d'art dramatique à l'Académie des Beaux-Arts de Belgrade. Ses spectacles sont produits dans de nombreux théâtres de l'ex-Yougoslavie, mais aussi en Italie, en Autriche, en Hongrie, au Royaume-Uni, en République tchèque, en Suisse, en Ukraine, en Russie, en Grèce, en Albanie et en Turquie. En tant qu'homme de théâtre, il remporte de nombreux prix et récompenses : il remporte la première édition du prix Nikola Peca Petrović, récompensant le meilleur directeur de théâtre yougoslave, ou encore neuf prix de mise en scène au JoakimInterFest. Il reçoit l'anneau avec la figure de Joakim Vujić pour sa contribution exceptionnelle au développement du Knjaževsko-srpski teatar et l'affirmation de sa réputation dans le pays et à l'étranger. Nebojša Bradić a également écrit des essais sur le théâtre, ainsi que des adaptations pour le théâtre de romans et de nouvelles, notamment La Cour maudite (Prokleta Avlija) d'Ivo Andrić et Le Derviche et la Mort (Derviš i smrt) de Meša Selimović ; ce travail d'adaptation lui a valu d'obtenir le prix Sterija.